# Белолесье (мезолитическое поселение)
Белоле́сское мезолити́ческое поселе́ние — раннемезолитическое поселение (X—IX тыс. до н. э.) на Украине в Одесской области.

## Расположение
Белолесское мезолитическое поселение располагается на правом берегу реки Сарата между современными сёлами Белолесье Татарбунарского района и Михайловка Саратского района Одесской области. Палеографическая ситуация в междуречье Дуная и Днестра, на время существования там поселения, это степи с редкими деревьями сосны, березы и ольхи. Поселение было обнаружено А. Кремером.

## Принадлежность
Предположительно, жившая община состояла из 4-х семей (по 4-6 человек), которые охотились в долине р. Сарата в течение нескольких месяцев. Вероятно, община принадлежала к кочевникам из балкано-дунайского региона.

## Найденные артефакты
Вдоль берега Сараты выявлено 4 легких жилья с очагами. Обнаруженный вещевой комплекс состоит из кремнёвых орудий и остатков фауны: костей лошади, тура и сайгака. Среди орудий — скребки, резцы, острия, геометрические микролиты (сегменты, трапеции, треугольники — вкладыши ножей, серпов; наконечники стрел), свёрла и тому подобное.